# Kathinka Rebling
Kathinka Rebling (geboren 1941 in Den Haag, gestorben 2020 in Berlin) war eine deutsche Violinistin und Musikwissenschaftlerin. 

## Leben

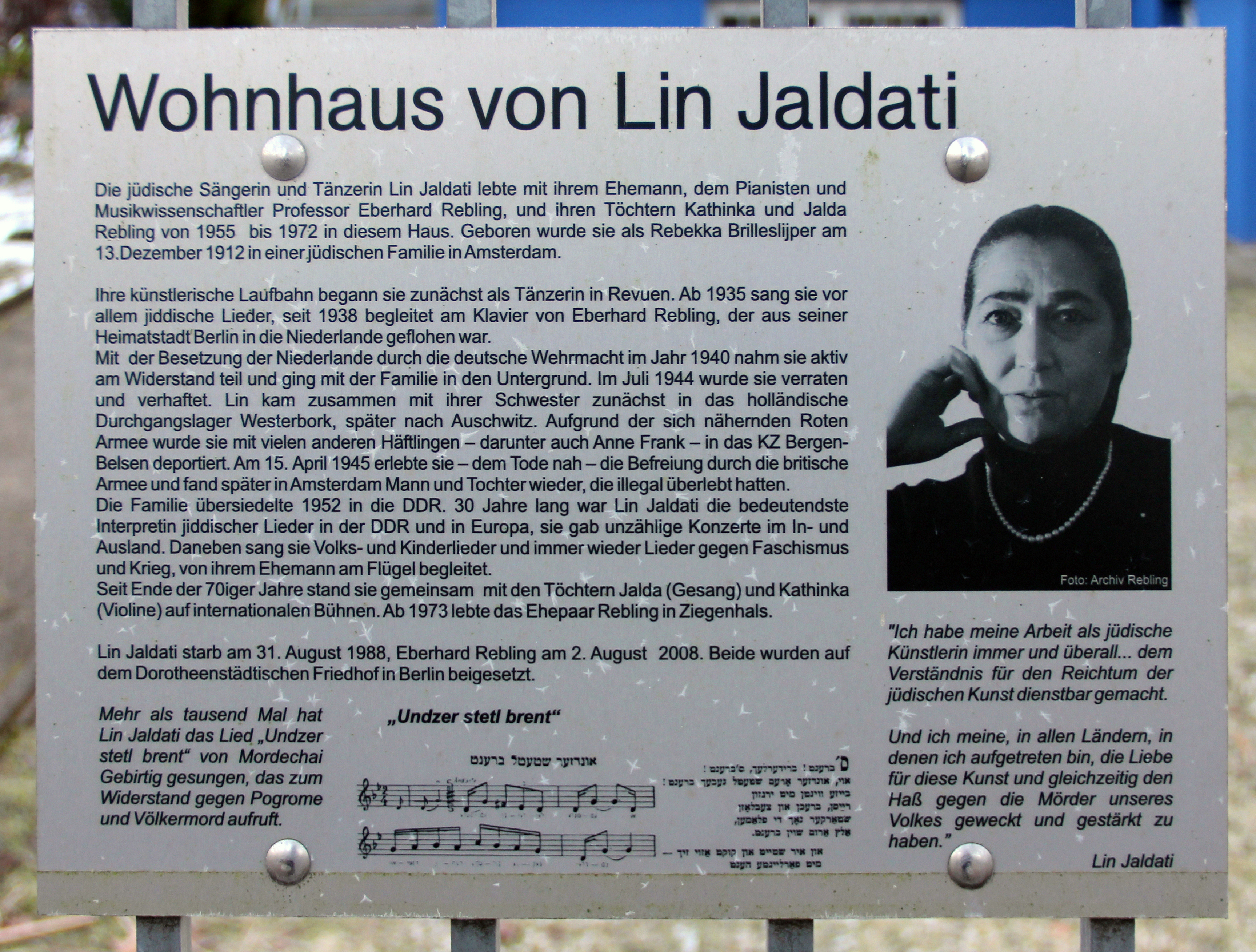
Gedenktafel mit dem Bild ihrer Mutter Lin Jaldati am Haus Puschkinallee 41 in Eichwalde

Ihre Eltern, das Künstlerehepaar Lin Jaldati und Eberhard Rebling, hatten sich 1937 in den Niederlanden kennengelernt, wohin Rebling vor den Nazis emigriert war. Sie erhielt ihren ersten Unterricht in Klavier und Violine in Amsterdam. 
1952 siedelte die Familie in die DDR über. Von 1955 bis 1959 setzte sie ihre Violinstudien bei Werner Scholz an der Orchester- und Chorschule der Deutschen Hochschule für Musik fort.
Von 1959 bis 1964 studierte sie Violine bei Galina Barinova und Jurij Jankelewitsch am Tschaikowski-Konservatorium Moskau. Von 1964 bis 1967 studierte sie an der Kunstwissenschaftlichen Fakultät in Moskau, wo sie eine künstlerisch-wissenschaftliche Aspirantur übernahm. 1974 wurde sie in Moskau zum Dr. phil. promoviert. Von 1986 bis 1989 studierte sie Musikwissenschaft an der Humboldt-Universität zu Berlin. Über 30 Jahre unterrichtet sie Violine und Methodik an der Hochschule für Musik und Theater „Felix Mendelssohn Bartholdy“ Leipzig und der Hochschule für Musik „Hanns Eisler“ Berlin.
Seit den 1960er Jahren widmete sie sich dem Volkslied sowie der artifiziellen Musik nationaler Minderheiten. In den 1980er Jahren gastierte sie auch mit jiddischer Musik gemeinsam mit ihren Eltern und ihrer Schwester Jalda Rebling (Gesang) auf internationalen Bühnen.
Kathinka Rebling publizierte zahlreiche wissenschaftliche und fachmethodische Beiträge. 1995 gab sie Carl Fleschs nachgelassenes Werk Die hohe Schule des Fingersatzes erstmals im Original heraus. Sie konzertierte in nahezu allen Ländern Europas sowie in Israel, China, Kuba und den USA. Gastprofessuren führten Kathinka Rebling nach Peking, Vila Seca und wiederholt nach Vilnius. Sie ist Jurymitglied zahlreicher nationaler und internationaler Wettbewerbe.
Ehemalige Studenten von Kathinka Rebling waren und sind in führenden Orchestern der Bundesrepublik (auch als Konzertmeister) tätig – so unter anderem im Gewandhausorchester Leipzig, der Staatskapelle Berlin, in Bayreuth und Stuttgart.
1999 wurde sie an der Fachhochschule Lausitz zur Honorarprofessorin für sorbische Musik und Musikgeschichte bestellt. Dort war sie Präsidentin des Institut für westslawische Musikforschung e.V.

## Veröffentlichungen (Auswahl)
- mit Bert Greiner: Musikgeschichtsschreibung und nationale Minderheiten in Deutschland –  Am Beispiel der sorbischen Musikgeschichte. In: Musikwissenschaftlicher Paradigmenwechsel? Dokumentation der internationalen Fachtagung der Universität Oldenburg Oldenburg 2000
- Warum sorbische Musikgeschichte heute? In: Letopis 2000
- Schicksale, Bekenntnisse, Umwege. In: Aspekte der Berliner Streichertradition Carl Flesch und Max Rostal (Hrsg.), Universität der Künste Berlin, Berlin 2002
- Zu den Wechselbeziehungen Oratorium-Oper bei Korla Awgust Kocor und Georg Friedrich Händel. Das Verhältnis beider Komponisten zu den Werkgattungen. In: Im Wettstreit der Werte. Sorbische Sprache, Kultur und Identität auf dem Weg ins 21. Jahrhundert Bautzen, 2003
- I. Internationale Konferenz zur artifiziellen sorbischen Musik (Hrsg.), Peter Lang GmbH, Frankfurt 2001
- Beiträge zur slawischen Musik in Mitteldeutschland mit Bert Greiner (Hrsg.), Peter Lang GmbH, Frankfurt 2004
- mit Bert Greiner Hrsg. der Reihe: Beiträge zur westslawischen Musikforschung, Peter Lang GmbH, Frankfurt